# Probabilioryzm
Probabilioryzm (łac. probabilior – prawdopodobniejszy) – w teologii moralnej system moralny mówiący, że w razie wątpliwości co do zastosowania ogólnych zasad moralnych w konkretnej sytuacji należy iść za opinią bardziej prawdopodobną, a nigdy za mniej prawdopodobną (nawet jeśli jej prawdopodobieństwo jest wysokie).
Probabilioryzm był stanowiskiem konkurencyjnym wobec probabilizmu, choć oba zostały uznane przez Kościół katolicki za prawowierne. Sprzeciwiał się potępionym przez Kościół doktrynom tucjoryzmu, a zwłaszcza laksyzmu. Głównym reprezentantem probabilioryzmu był generał jezuitów Tirso González (Fundamentum theologiae moralis, 1673), którego popierał papież bł. Innocenty XI (dekret Świętego Oficjum z 1680). Z połączenia dwóch głównych nurtów powstał w XVIII wieku ekwiprobabilizm – oficjalna doktryna Kościoła (św. Alfons Maria Liguori).